# Serrat de la Sabatera
El Serrat de la Sabatera és un serrat del terme municipal de Sant Quirze Safaja, a la comarca del Moianès. És al nord del sector més occidental del terme, a la dreta de la riera de Puigcastellar, a ponent de Pregona i de les Saleres.